# Hall & Oates
Daryl Hall & John Oates war ein US-amerikanisches Popmusik-Duo. Den Musikern Daryl Hall und John Oates gelangen in den 1970er und 1980er Jahren mit Titeln wie Rich Girl, I Can’t Go for That (No Can Do), Maneater, Kiss on My List und Out of Touch zahlreiche Chart-Hits. Die beiden Musiker wollten sich durch den förmlicheren Bandnamen als individuelle Musiker vorstellen, die zwar zusammen arbeiteten, aber nicht nur als Duo (wie „Simon & Garfunkel“ oder „Everly Brothers“) verstanden werden wollten. Alle Veröffentlichungen seit 1970 führen die vollen Vor- und Nachnamen auf.

## Geschichte
Daryl Hall sammelte von 1966 bis 1968 erste Live- und Plattenerfahrungen in Philadelphia als Mitglied der Band „The Temptones“, die zwei Singles (Girl I Love You, Say These Words of Love) veröffentlichte. Etwa zur gleichen Zeit schloss sich John Oates der Band „The Masters“ an. Als Studenten der Temple University lernten sich Daryl Hall und John Oates 1967 bei Auftritten beider Bands in der Adelphi Ballroom in Philadelphia kennen und wurden binnen kurzer Zeit enge Freunde. Daryls erste Solo-Singles The Princess and the Soldier und A Lonely Girl wurden 1968 aufgenommen. Danach schloss er sich kurzzeitig der Band „Pal and the Prophets“ an.
Einen ersten, eher zweifelhaften Charterfolg hatte er 1969 als Studiokeyboarder der Band „The Electric Indian“, die mit dem Instrumentalstück Keem-O-Sabe den 16. Platz der US-Charts erreichten. Daryl Hall sagte später von diesem Titel „probably the worst record ever made in history“ (vermutlich die schlechteste Plattenaufnahme der Geschichte).
1969 gründete Daryl Hall ohne John Oates die Band „Gulliver“, die noch im selben Jahr eine erfolglose LP veröffentlichte. Ein Jahr später brach die Gruppe auseinander. John Oates traf nach einem Jahr in Europa wieder mit Daryl Hall zusammen. Ende 1970 bildeten sie das Duo „Daryl Hall & John Oates“. Der erste öffentliche Auftritt fand am 5. Dezember 1970 im kleinen Club „Hecate’s Circle“ in Philadelphia statt. Kurze Zeit später wurde der junge Tommy Mottola ihr Manager. Er vermittelte ihnen den ersten Plattenvertrag bei Atlantic Records. Am 6. März 1972 unterschrieben sie ihren ersten Plattenvertrag. Unter der Betreuung des Produzenten Arif Mardin spielten sie ihr erfolgloses Debütalbum Whole Oats ein. Ihre Livekonzerte jedoch erfreuten sich zunehmender Beliebtheit.
1973 erschien das zweite Album Abandoned Luncheonette, das sehr softe Pop-Rock-Stücke und auch ihren ersten Hit She's Gone enthielt.
1974 folgte mit War Babies eine dritte LP, auf der es Hall und Oates etwas rockiger, funkiger und psychedelischer angingen.
Hall und Oates experimentierten mit verschiedenen Stilen zwischen Folk, Rock, Gospel und Soul und arbeiteten anfangs mit ständig wechselnden Produzenten (u. a. Christopher Bond, Todd Rundgren, Robert Fripp, David Foster), ohne dass sich ein kommerzieller Erfolg einstellen wollte.
Erst Anfang 1976 gelang ihnen mit dem Titel Sara Smile sowie der bereits im November 1973 erschienenen Single She’s Gone zwei Top-10-Hits in den US-Charts. Mit dem Riesenhit Rich Girl (US Platz 1) und dem stark am schwarzen Soul orientierten Platinalbum Bigger Than the Both of Us (US Platz 13) wurden sie in den Vereinigten Staaten bekannt. In den darauffolgenden Jahren folgten die Alben Beauty on a Back Street (US Platz 30), Livetime (US Platz 42), Along the Red Ledge (US Platz 27) und X-Static (US Platz 33).
Erst mit der im Sommer 1980 erschienenen und ersten selbstproduzierten LP Voices (US Platz 17), aus der die Hitsingles How Does It Feel to Be Back (US Platz 30), You’ve Lost That Lovin’ Feelin’ (US Platz 12), Kiss on My List (US Platz 1) und You Make My Dreams (US Platz 5) ausgekoppelt wurden, wendete sich das Blatt. Im Frühjahr 1985 brachte der Musiker Paul Young eine Coverversion des von diesem Album stammenden Songs Everytime You Go Away (geschrieben von Daryl Hall), heraus, der von Hall & Oates nie als Single veröffentlicht worden war. Noch im selben Jahr wurde Youngs Version ein Nummer-eins-Hit in den USA. Hall & Oates nahmen das Lied 1985 für ihr Konzertalbum Live at the Apollo erneut auf. Im Jahr 2009 wurde die Original-Hall-&-Oates-Fassung im Film The Rebound verwendet. Daryl Hall und John Oates hatten mit einer Mischung aus Rhythm and Blues, Soul und dem für die 1980er Jahre typischen New-Wave-Pop ihren Stil gefunden.
Zwischen Sommer 1981 bis Anfang 1985 folgte ein Hit auf den anderen. Darunter befanden sich die Titel Private Eyes (US Platz 1), I Can’t Go for That (No Can Do) (US Platz 1), Did It in a Minute (US Platz 9), Maneater (US Platz 1, UK Platz 6, DE Platz 15), One on One (US Platz 7), Family Man (US Platz 6), Out of Touch (US Platz 1, DE Platz 15) und Method of Modern Love (US Platz 5). Auch die LPs Private Eyes (1981, US Platz 5), H2O (1982, US Platz 3), Rock ’n Soul, Part 1 (1983, US Platz 7) und Big Bam Boom (1984, US Platz 5) verkauften sich vor allem in den USA ausgezeichnet und wurden mit Gold und Platin prämiert.
Auf dem Höhepunkt seines Erfolges, nach Auftritten bei Live Aid und zusammen mit David Ruffin und Eddie Kendricks, Mitgliedern der Band The Temptations, traf das Duo 1985 die bewusste Entscheidung eines Rückzugs zur Weiterentwicklung eigener Projekte und ihrer Musik. Für beide Musiker waren weniger die Charterfolge wesentlich, sondern ihre Musik live vor Publikum zu präsentieren und ihre Songs dabei immer wieder neu zu arrangieren. Durch den eindeutigen Schwerpunkt in ihrer Karriere auf die Musik sind sie im Gegensatz zu vielen anderen erfolgreichen Interpreten niemals durch Skandale oder spektakuläre Bühnenshows in Erscheinung getreten. In der ersten Hälfte der achtziger Jahre waren sie auch durch ihre auf MTV gesendeten Musikvideos und MTV Specials in den USA sehr populär.
1986 und 1987 ging das Duo nach Auslaufen ihres Plattenvertrags mit RCA Records vorübergehend getrennte Wege. Daryl Hall, der bereits 1980 mit Sacred Songs ein Soloalbum herausgebracht hatte, glückte im Sommer 1986 mit dem Rocksong Dreamtime (US Platz 5), der aus dem von David A. Stewart co-produzierten Album Three Hearts in the Happy Ending Machine ausgekoppelt worden war, ein großer Hit als Solist. John Oates nahm in der Zeit diverse Jobs als Produzent und Komponist an.
Im Frühjahr 1988 folgte die nächste Tournee. Hall und Oates feierten mit der LP Oh Yeah! und der Single Everything Your Heart Desires (US Platz 3) ein Comeback, das sich mit dem im Spätsommer 1990 veröffentlichten Album Change of Season und dem Rocksong So Close (US Platz 11) fortsetzte. Am 17. Mai 1990 wurde in den Chelsea Studios in New York ihr MTV-Unplugged-Konzert aufgenommen. Es folgte bis Sommer 1992 eine weltweite Unplugged-Tournee.
Bis auf die Jahre 1993 und 1994 sind Hall und Oates seit 1990 in jedem Jahr (hauptsächlich in den USA) regelmäßig in Japan und in größeren Abständen in Großbritannien auf Tournee. Daryl Hall brachte 1993 mit Soul Alone ein mäßig erfolgreiches Album (US Platz 60) heraus, während John Oates wieder als Produzent arbeitete. 1996 folgte mit dem ambitionierten Album Can’t Stop Dreaming das fünfte Soloalbum von Hall.
Sieben Jahre nach ihrem letzten gemeinsamen Album Change of Season veröffentlichten sie das Album Marigold Sky (US Platz 95), mit dem sie jedoch nicht mehr an die früheren kommerziellen Erfolge anknüpfen konnten. Erst 2003 erreichten sie mit einer Auskoppelung des Albums Do It for Love (US Platz 77) wieder den ersten Platz der Billboard Hot Adult Contemporary Charts. 2005 erschien das Album Our Kind of Soul (US Platz 69), auf dem Hall & Oates hauptsächlich ihre liebsten Soul- und Rhythm’n-Blues-Songs coverten. Am 3. Oktober 2006 erschien das letzte Studioalbum Home for Christmas. Der Song It Came Upon a Midnight Clear erreichte im Januar 2007 den ersten Platz der Billboard Hot Adult Contemporary Charts.
Zum 30-jährigen Bühnenjubiläum feierte das amerikanische Billboard-Magazin (15. Februar 2003) Daryl Hall & John Oates mit einem 16-seitigen Artikel. Laut Billboard ist das Duo mit mindestens 60 Millionen verkauften Tonträgern, acht US-Nummer-eins-Hits und 26 US-Top-40-Hits (bis 2003) das weltweit erfolgreichste Duo, noch vor Simon & Garfunkel.
Im Mai 2008 kehrten Daryl Hall und John Oates nach 30 Jahren erstmals wieder in das Troubadour in Los Angeles zurück. Dieses Konzertereignis erschien im November des Jahres als CD und DVD und dokumentiert die Qualität ihrer Livekonzerte und ihrer Band. Seit 2005 sind deutlich mehr als 100 ihrer Liveshows aufgezeichnet und als ungeschnittene Konzerte direkt am Ende der Auftritte an die Konzertbesucher verkauft worden.
Zum ersten Mal seit 1986 wurde das Duo am 2. Dezember 2009 in der Kategorie Best Pop Performance by a Duo or Group with Vocals neben The Black Eyed Peas, Bon Jovi, The Fray und MGMT für einen Grammy nominiert. Diese Nominierung erfolgte für die Liveaufnahme von Sara Smile der CD und DVD Live at the Troubadour. In der Vergangenheit wurden Hall & Oates 1982 für Private Eyes, 1983 für Maneater, 1986 für The Way You Do the Things You Do / My Girl und ebenfalls 1986 für The Daryl Hall & John Oates Video Collection: 7 Big Ones nominiert, konnten aber keinen dieser Preise gewinnen.
Im Oktober 2009 erschien die 4-CD-Box Do What You Want, Be What You Are: The Music of Daryl Hall and John Oates. Neben diversen Hitsingles sind darauf 16 erstmals veröffentlichte Songs diverse Liveaufnahmen zu hören.
Im Jahr 2019 gaben Hall und Oates erstmals seit den 1980er Jahren wieder zwei Konzerte in Deutschland: In Dortmund (Westfalenhalle) und Hamburg (Barclaycard Arena). Allerdings erwiesen die Hallen sich als zu groß für die Nachfrage.

### Ende der gemeinsamen Auftritte und Zusammenarbeit
Seit 2022 häuften sich Zeitungsberichte über einen Rechtsstreit der beiden Musiker; Ende 2023 gaben sie das Ende ihrer Zusammenarbeit bekannt.

## Begleitband
Seit 1972 werden Hall & Oates auf ihren Tourneen von wechselnden Bandmitgliedern begleitet. In der Phase der größten Popularität (1981–1985) bestand die Band aus folgenden Mitgliedern:
Daryl Hall (Gesang, Keyboard, Gitarre), John Oates (Gesang, Gitarre), G. E. Smith (Gitarre), Tom Wolk (Bass, Gitarre), Charlie DeChant (Saxophon, Keyboard, Flöten), Mickey Curry (Schlagzeug).
Im Jahr 2009 gehörten folgende Mitglieder zur Band:
Daryl Hall (Gesang, Gitarre), John Oates (Gesang, Gitarre), Tom Wolk (Gitarre), Zev Katz (Bass), Charlie DeChant (Saxophon, Keyboard, Flöten), Michael Braun (Schlagzeug), Eliot Lewis (Keyboard).

## Diskografie
Studioalben

| Jahr | Titel Musiklabel Katalog-Nr.            | Höchstplatzierung, Gesamtwochen, AuszeichnungChartplatzierungen (Jahr, Titel, Musiklabel Katalog-Nr., Platzierungen, Wochen, Auszeichnungen, Anmerkungen) | Höchstplatzierung, Gesamtwochen, AuszeichnungChartplatzierungen (Jahr, Titel, Musiklabel Katalog-Nr., Platzierungen, Wochen, Auszeichnungen, Anmerkungen) | Höchstplatzierung, Gesamtwochen, AuszeichnungChartplatzierungen (Jahr, Titel, Musiklabel Katalog-Nr., Platzierungen, Wochen, Auszeichnungen, Anmerkungen) | Höchstplatzierung, Gesamtwochen, AuszeichnungChartplatzierungen (Jahr, Titel, Musiklabel Katalog-Nr., Platzierungen, Wochen, Auszeichnungen, Anmerkungen) | Höchstplatzierung, Gesamtwochen, AuszeichnungChartplatzierungen (Jahr, Titel, Musiklabel Katalog-Nr., Platzierungen, Wochen, Auszeichnungen, Anmerkungen) | Höchstplatzierung, Gesamtwochen, AuszeichnungChartplatzierungen (Jahr, Titel, Musiklabel Katalog-Nr., Platzierungen, Wochen, Auszeichnungen, Anmerkungen) | Höchstplatzierung, Gesamtwochen, AuszeichnungChartplatzierungen (Jahr, Titel, Musiklabel Katalog-Nr., Platzierungen, Wochen, Auszeichnungen, Anmerkungen) | Anmerkungen |
| Jahr | Titel Musiklabel Katalog-Nr.            | DE | AT | CH | UK | US | R&B | Dance | Anmerkungen |
| ---- | --------------------------------------- | --- | --- | --- | --- | --- | --- | --- | --- |
| 1972 | Whole Oats Atlantic 7242                | — | — | — | — | — | — | — | Erstveröffentlichung: September 1972 |
| 1974 | Abandoned Luncheonette Atlantic 7269    | — | — | — | UK— SilberUK | US33 Platin · (38 Wo.)US | — | — | Erstveröffentlichung: 3. November 1973 Produzent: Arif Mardin |
| 1974 | War Babies Atlantic 18109               | — | — | — | — | US86 (10 Wo.)US | — | — | Erstveröffentlichung: 12. Oktober 1974 Produzent: Todd Rundgren |
| 1975 | Daryl Hall & John Oates RCA Victor 1144 | — | — | — | UK56 (1 Wo.)UK | US17 Gold · (76 Wo.)US | R&B50 (5 Wo.)R&B | — | Erstveröffentlichung: 18. August 1975 Produzenten: Christopher Bond, Daryl Hall, John Oates                                                                                   |
| 1976 | Bigger Than Both of Us RCA Victor 1467  | — | — | — | UK25 (7 Wo.)UK | US13 Gold · (57 Wo.)US | R&B33 (11 Wo.)R&B | — | Erstveröffentlichung: 16. August 1976 Produzent: Christopher Bond |
| 1977 | Beauty on a Back Street RCA Victor 2300 | — | — | — | — | US30 Gold · (17 Wo.)US | — | — | Erstveröffentlichung: 5. September 1977 Produzenten: Christopher Bond, Candy van Duser                                                                                        |
| 1978 | Along the Red Ledge RCA 2804            | — | — | — | — | US27 Gold · (22 Wo.)US | — | — | Erstveröffentlichung: 21. August 1978 Produzent: David Foster |
| 1979 | X-Static RCA 3494                       | — | — | — | — | US33 (24 Wo.)US | — | — | Erstveröffentlichung: 15. Oktober 1979 Produzent: David Foster |
| 1980 | Voices RCA 3646                         | — | — | — | — | US17 Platin · (100 Wo.)US | — | — | Erstveröffentlichung: 29. Juli 1980 Produzenten: Daryl Hall, John Oates |
| 1981 | Private Eyes RCA 4028                   | — | — | — | UK8 Silber · (21 Wo.)UK | US5 Platin · (61 Wo.)US | R&B11 (18 Wo.)R&B | — | Erstveröffentlichung: 20. September 1981 Produzenten: Daryl Hall, John Oates                                                                                                  |
| 1982 | H2O RCA 4383                            | DE32 (17 Wo.)DE | — | — | UK24 Gold · (35 Wo.)UK | US3 ×2Doppelplatin · (68 Wo.)US | R&B8 (29 Wo.)R&B | — | Erstveröffentlichung: 4. Oktober 1982 Produzenten: Daryl Hall, John Oates |
| 1984 | Big Bam Boom RCA 5309                   | DE47 (5 Wo.)DE | — | — | UK28 Silber · (13 Wo.)UK | US5 ×2Doppelplatin · (51 Wo.)US | R&B25 (37 Wo.)R&B | — | Erstveröffentlichung: 15. Oktober 1984 Produzenten: Bob Clearmountain, Arthur Baker, Daryl Hall, John Oates                                                                   |
| 1988 | Ooh Yeah! Arista 8539                   | DE54 (2 Wo.)DE | — | — | UK52 (3 Wo.)UK | US24 Platin · (26 Wo.)US | R&B30 (18 Wo.)R&B | — | Erstveröffentlichung: 9. Mai 1988 Produzenten: Daryl Hall, John Oates, T-Bone Wolk                                                                                            |
| 1990 | Change of Season Arista 8614            | — | — | — | UK44 (2 Wo.)UK | US60 Gold · (29 Wo.)US | — | — | Erstveröffentlichung: 9. Oktober 1990 Produzenten: Daryl Hall, John Oates, T-Bone Wolk                                                                                        |
| 1997 | Marigold Sky Push Records 90200         | — | — | — | — | US95 (5 Wo.)US | — | — | Erstveröffentlichung: 17. September 1997 Produzenten: Daryl Hall, John Oates, David Bellochio                                                                                 |
| 2003 | Do It for Love U-Watch Records 480800   | — | — | — | UK37 (3 Wo.)UK | US77 (7 Wo.)US | — | — | Erstveröffentlichung: 11. Februar 2003 Produzenten: Brian Rawling, David Bellochio, Mark Taylor, Daryl Hall, John Oates, Greg Fitzgerald, Sheppard & Kenny Gioia, T-Bone Wolk |
| 2004 | Our Kind of Soul U-Watch Records 480103 | — | — | — | UK86 (1 Wo.)UK | US69 (2 Wo.)US | R&B71 (2 Wo.)R&B | — | Erstveröffentlichung: 26. Oktober 2004 Produzenten: Daryl Hall, Greg Bieck, T-Bone Wolk                                                                                       |
| 2006 | Home for Christmas DKE Records 480110   | — | — | — | — | — | — | — | Erstveröffentlichung: 3. Oktober 2006 |

grau schraffiert: keine Chartdaten aus diesem Jahr verfügbar